# Helge Ingstad
Helge Marcus Ingstad (ur. 30 grudnia 1899 w Meråker, zm. 29 marca 2001 w Oslo) – norweski badacz i pisarz, który w 1960 roku wspólnie z żoną Anne Stine Ingstad odkrył na Nowej Fundlandii pozostałości wikińskiej osady L’Anse aux Meadows.

## Życiorys
Urodził się w Meråker jako syn inżyniera Olava Ingstada i Olgi Marie Qvam. W 1915 roku rodzina przeniosła się do Bergen, gdzie Helge podjął studia prawnicze. Po uzyskaniu dyplomu w 1922 roku rozpoczął praktyki w Levanger, jednak po czterech latach postanowił rzucić swój zawód i wyjechać do północnej Kanady. Tam przez trzy lata prowadził życie trapera i podróżował z miejscowym plemieniem indiańskim znanym jako Zjadacze Karibu. W 1930 roku powrócił do Norwegii i wydał bestsellerową książkę Pelsjegerliv (Życie trapera), w której opisał swoje przeżycia.
Pod koniec lat 20. między Danią a Norwegią rozpoczął się spór o niezamieszkaną północno-wschodnią część Grenlandii. Jego kulminacja nastąpiła w 1931 roku, kiedy to Norwegia wysłała na sporne tereny grupę osadników i nadała im nazwę Ziemi Eryka Rudego. Ingstad ze względu na swoje prawnicze wykształcenie oraz traperskie doświadczenie został w 1932 roku mianowany gubernatorem anektowanych terenów. Stanowisko to pełnił jedynie przez dwa lata, ponieważ Trybunał sprawiedliwości w Hadze zdecydował, że sporne terytorium należy się Danii. Po powrocie do Norwegii Ingstad objął urząd gubernatora Svalbardu, który pełnił przez dwa lata. W tym czasie wydał też książkę Landet med de kalde koster i poznał Anne Stine Moe, którą poślubił w 1941 roku.  
W 1937 roku wyjechał w góry Sierra Madre w Meksyku, żeby badać i dokumentować życie Apaczy. Po wybuchu II wojny światowej mianowano go szefem organizacji pomocowej, za co otrzymał odznakę Czerwonego Krzyża. W latach 1949–1950 podróżował po Alasce i nagrywał pieśni rdzennych mieszkańców. W połowie lat 50. przybył na Grenlandię, żeby obejrzeć pozostałości wikińskich osiedli. Badania umocniły go w przekonaniu, że nordyccy podróżnicy mogli pływać także do Ameryki. Zaczął więc studiować islandzkie sagi i zgłębiać temat wikińskich wypraw. Wspólnie z żoną wyjechał w końcu do Kanady, by odszukać Winlandię. W 1960 roku na północnym cyplu Nowej Fundlandii natrafili na pozostałości wikińskiej osady L'Anse aux Meadows. Przez kolejnych osiem lat międzynarodowy zespół badaczy pod kierownictwem Anne Stine prowadził wykopaliska, podczas których odkryto setki wikińskich przedmiotów i resztek zabudowań. Potwierdziły się tym samym teorie, iż wikingowie docierali do północno-wschodnich wybrzeży Ameryki na długo przed Krzysztofem Kolumbem. Ingstad za swoje dokonania został nagrodzony wieloma odznaczenia i medalami. Napisał też kilka książek o swoich doświadczeniach i badaniach. Pod koniec życia zajmował się klasyfikowaniem zdjęć i nagrań audio, które przywiózł ze swoich wypraw. Unikatowe pieśni plemienia Nunamiut z Alaski wydał także na CD. Zmarł 29 marca 2001 roku w Oslo w wieku 101 lat.

## Wyróżnienia
Na jego cześć niewielką rzekę w Kanadzie nazwano Ingstad Creek, a na Alasce 1461-metrową górę Ingstad Mountain. Stanowić ma to wyraz wdzięczności plemienia Nunamiut dla badacza, który działał w ich sprawie. Także asteroidę (8993) Ingstad nazwano na cześć Norwega.

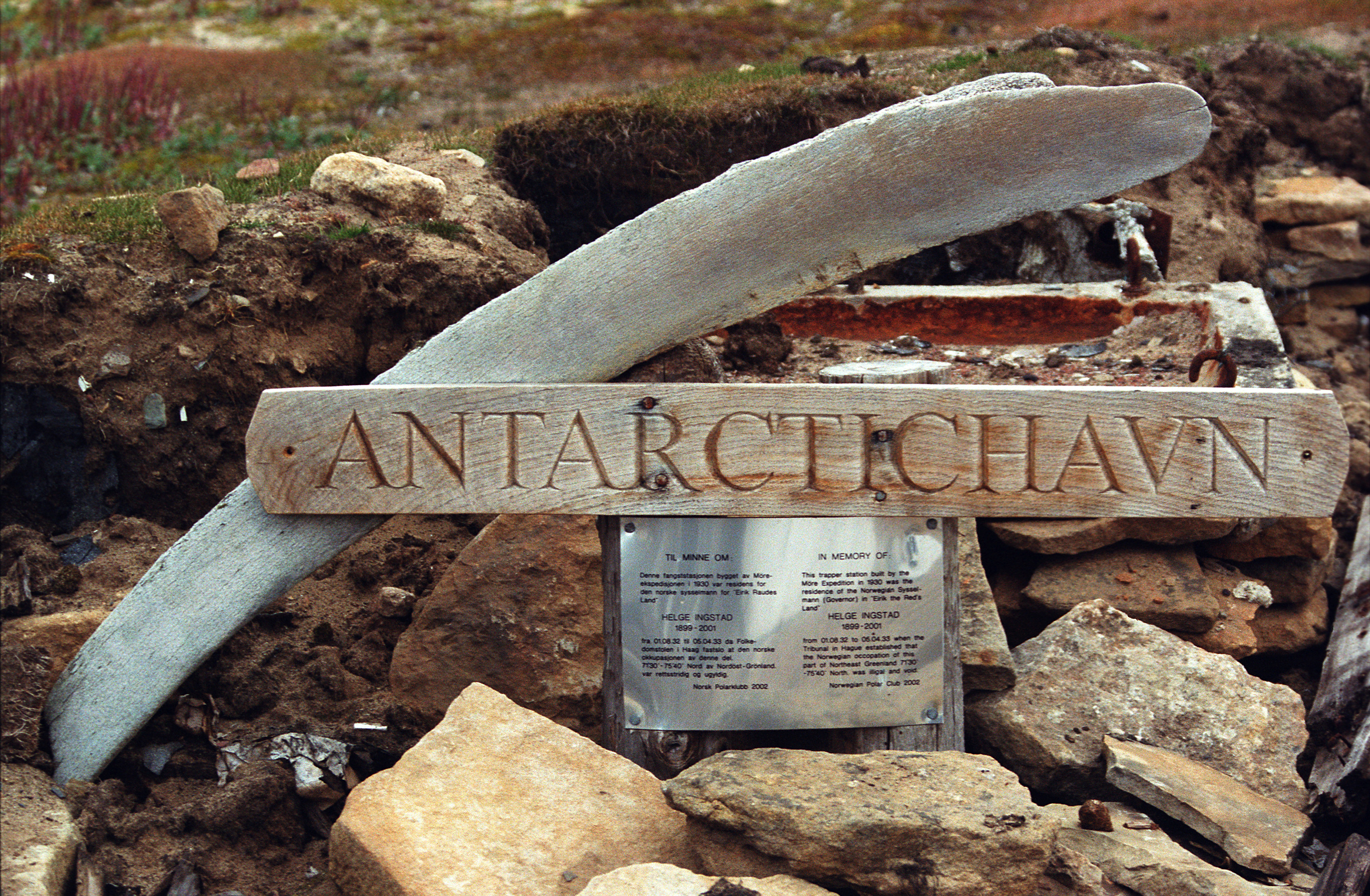
Tablica ku pamięci norweskiego gubernatora "Ziemi Eryka Rudego" Helge Ingstada. Antarctic Havn, Grenlandia Północno-wschodnia